# MKS Wisłok Strzyżów
Wisłok Strzyżów – polski klub piłkarski, siatkarski i pływacki ze Strzyżowa. Prezesem klubu jest Paweł Pelewicz, trenerem sekcji siatkarskiej Bartosz Soja. Aktualnie drużyna siatkarska gra w II lidze polskiej, a drużyna piłkarska w klasie A, gr. Rzeszów I.

## Sekcja piłkarska
Sekcja piłkarska klubu istnieje od 1946 roku. W trakcie istnienia klub wielokrotnie zmieniał nazwy (Wisłok, Związkowiec, Start, Włókniarz, Atos). W sezonie 1949/1950 zespół (jako Związkowiec Strzyżów) grał jeden sezon na trzecim poziomie rozgrywek ligowych w Polsce. W następnych latach drużyna grała na czwartym poziomie ligowym, okazjonalnie spadając do V ligi. W sezonie 1979/1980, jako Atos Strzyżów, zespół dotarł do I rundy Pucharu Polski, natomiast sezon później drużyna była bliska awansu do III ligi, zajmując drugie miejsce w lidze międzywojewódzkiej, tuż za Stalą Sanok. Wskutek słabej postawy drużyny, zespół Atosu/ Wisłoka Strzyżów od następnego sezonu sukcesywnie spadał w dół piramidy ligowej, docierając do A-klasy. Dopiero w sezonie 1989/90 Wisłokowi udało się awansować do ligi okręgowej, w której zespół występował do końca sezonu 1993/94. W następnych latach zespół występował przeważnie na poziomie A-klasy (z wyjątkiem sezonów 1997/98, 1998/99, 2006/07 oraz 2009/10 kiedy drużyna występowała w klasie okręgowej). W sezonie 2011/12 Wisłok Strzyżów jako beniaminek klasy okręgowej wywalczył awans do IV ligi, w której spędził 2 sezony. W sezonie 2016/17 jako mistrz rzeszowskiej klasy okręgowej ponownie awansował do IV ligi (grupa podkarpacka).

## Sekcja siatkarska
Po wielu latach występów w III lidze, w sezonie 2008/09 zespół awansował do II ligi. Po pierwszym sezonie w tej klasie rozgrywkowej, zespół zajął 5 miejsce. Największym jak dotąd sukcesem sekcji siatkarskiej klubu jest zajęcie 2 miejsca w drugoligowych rozgrywkach w sezonie 2010/11. Wychowankami klubu są Łukasz Perłowski oraz Sławomir Szczygieł.

## Sekcje działające w przeszłości
W przeszłości w klubie istniała również sekcja podnoszenia ciężarów, występująca w II lidze.